# Дифенілметанол
Дифені́лметано́л — це органічна сполука з формулою {\displaystyle {\ce {(C6H5)2CHOH}}}. Також відомий як бензгідрол, це біла тверда речовина і вихідний член великого класу діарилових спиртів.

## Підготовка
Дифенілметанол може бути отриманий за допомогою реакції Гріньяра між фенілмагнійбромідом і бензальдегідом з подальшим підкисленням:{\displaystyle {\ce {C6H5MgBr + C6H5CHO + HCl -> (C6H5)2CHOH + MgBrCl}}}
Альтернативний метод передбачає відновлення бензофенону боргідридом натрію або цинковим пилом або амальгамою натрію та водою:
{\displaystyle {\ce {(C6H5)2CO + H2O + Zn ->(C6H5)2CHOH + ZnO}}}

## Використання та безпека
Його використовують у парфумерному та фармацевтичному виробництві. У парфумерії використовується як закріплювач . У фармацевтичному виробництві використовується при синтезі антигістамінних / протиалергенних та гіпотензивних засобів. Він використовується в синтезі модафінілу , а бензгідрильна група присутня в структурі багатьох антагоністів гістаміну H1, таких як дифенілгідрамін . Бензгідроль також використовується у виробництві агрохімікатів, а також інших органічних сполук і як кінцева група при полімеризації .
Дифенілметанол є подразником очей, шкіри та дихальної системи.